# Bertolonia angustifolia
Bertolonia angustifolia är en tvåhjärtbladig växtart som beskrevs av Célestin Alfred Cogniaux. Bertolonia angustifolia ingår i släktet Bertolonia och familjen Melastomataceae. Inga underarter finns listade i Catalogue of Life.